# 산내동
산내동(山內洞)은 대전광역시 동구에 속한 행정동으로 충남 금산군 추부면과 경계를 이루며 동쪽에는 충북 옥천군 군서면 그리고 서쪽에는 대전광역시 중구와 접하고 있다. 식장산과 만인산 자락에 위치하고 있으며 도·농지역으로 근교농업이 발달하였다.

## 역사
산내동은 백제 때는 우술군, 신라때는 비풍군 고려초기에는 회덕현, 현종 9년(1668) 이후에는 공주부에 속했으며 조선시대 초기에는 회덕현에 속하였다. 조선시대 말기 고종 32년(1895)에는 회덕군에 편입되었다가 1914년 행정구역 개편에 따라 외남면의 대별리 일부와 응전리를 병합하여 구도리라 하고 대전군 산내면에 편입되었다가 1935년 11월 1일 대전부 신설에 따라 대덕군에 편입되고 1989년 1월1일 대전직할시에 편입되었다. 현재 행정동은 산내동이며 10개의 법정동이 있다.

## 법정동
- 낭월동(朗月洞)
- 대별동(大別洞)
- 이사동(二沙洞)
- 대성동(大城洞)
- 장척동(長尺洞)
- 소호동(小好洞)
- 구도동(九到洞)
- 삼괴동(三槐洞)
- 상소동(上所洞)
- 하소동(下所洞)

## 주거
- 대한주택공사
  - 석천들마을 주공 (낭월동) - 2004년 11월 입주 / 홍인건설㈜

## 학교
- 산내초등학교 (낭월동)
- 산흥초등학교 (상소동)
- 대전은어송초등학교 (대성동)
- 대전은어송중학교 (대성동)

## 같이 보기
- 대전교도소 학살 사건: 산내에서 옥천으로 가는 곤룡터널을 지나기전에 있는 낭월동 곤룡골에서 1950년 한국전쟁 당시 대전교도소에 수감되어 있던 사상범 및 재소자들을 학살한 사건이 일어났다.[1]